# 가메이도 이취 사건
가메이도 이취 사건(일본어: 亀戸異臭事件)은 1993년 6월 28일과 7월 2일에 도쿄도 고토구 가메이도에서 발생한 사건으로, 옴진리교가 일으킨 탄저균 생물학 테러 미수 사건이다. 도쿄 지하철 사린 사건 이후에 일련의 옴진리교 사건들이 발각되었을 때 이 사건도 수사 대상이 되었으나, 옴진리교의 수법으로는 탄저균이 살 수 없다고 인정되어 형사 고발되지는 않았다.